# Rutentheater

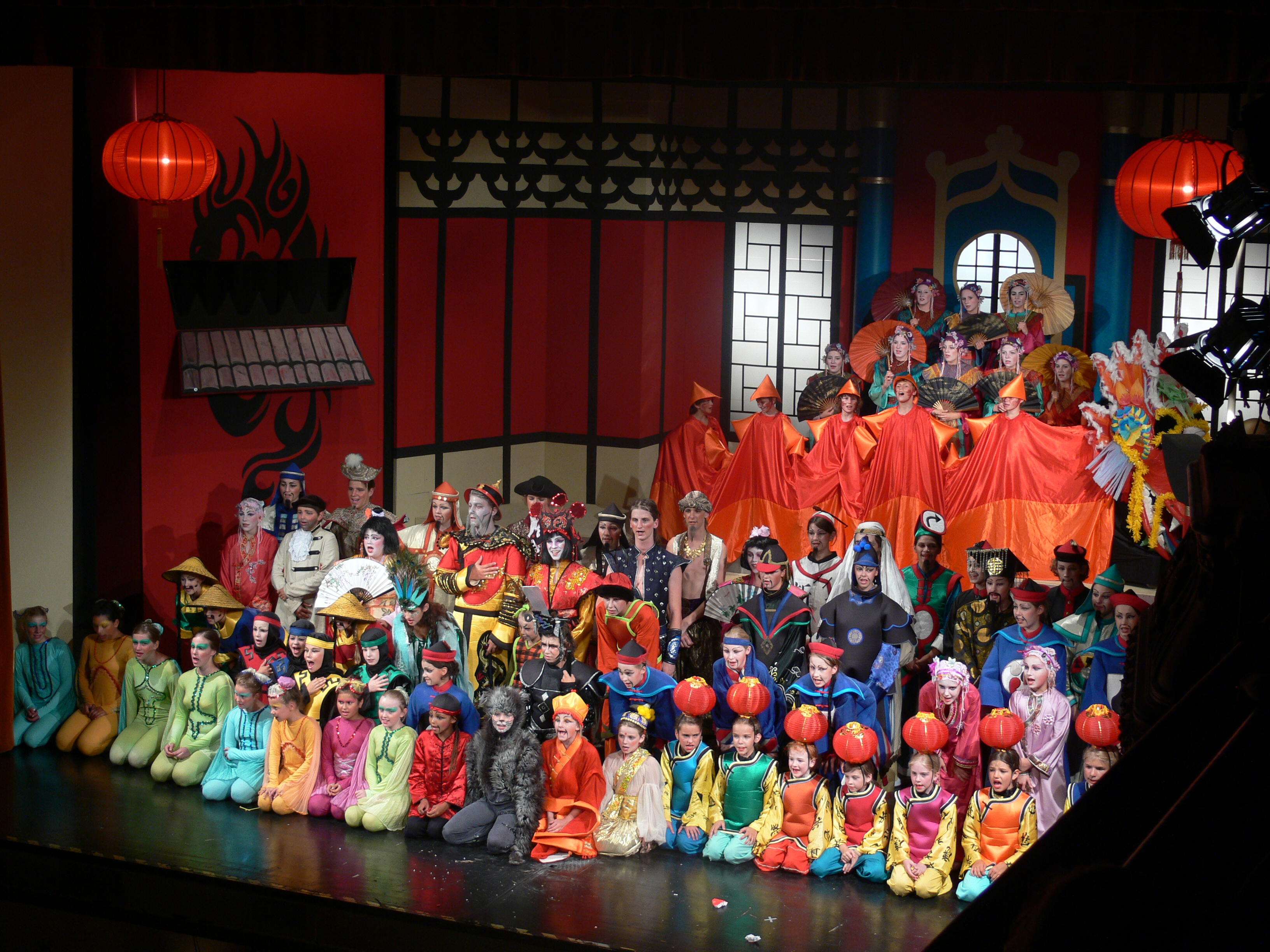
Ensemble des Rutentheaters 2006 („Prinzessin Turandot“)

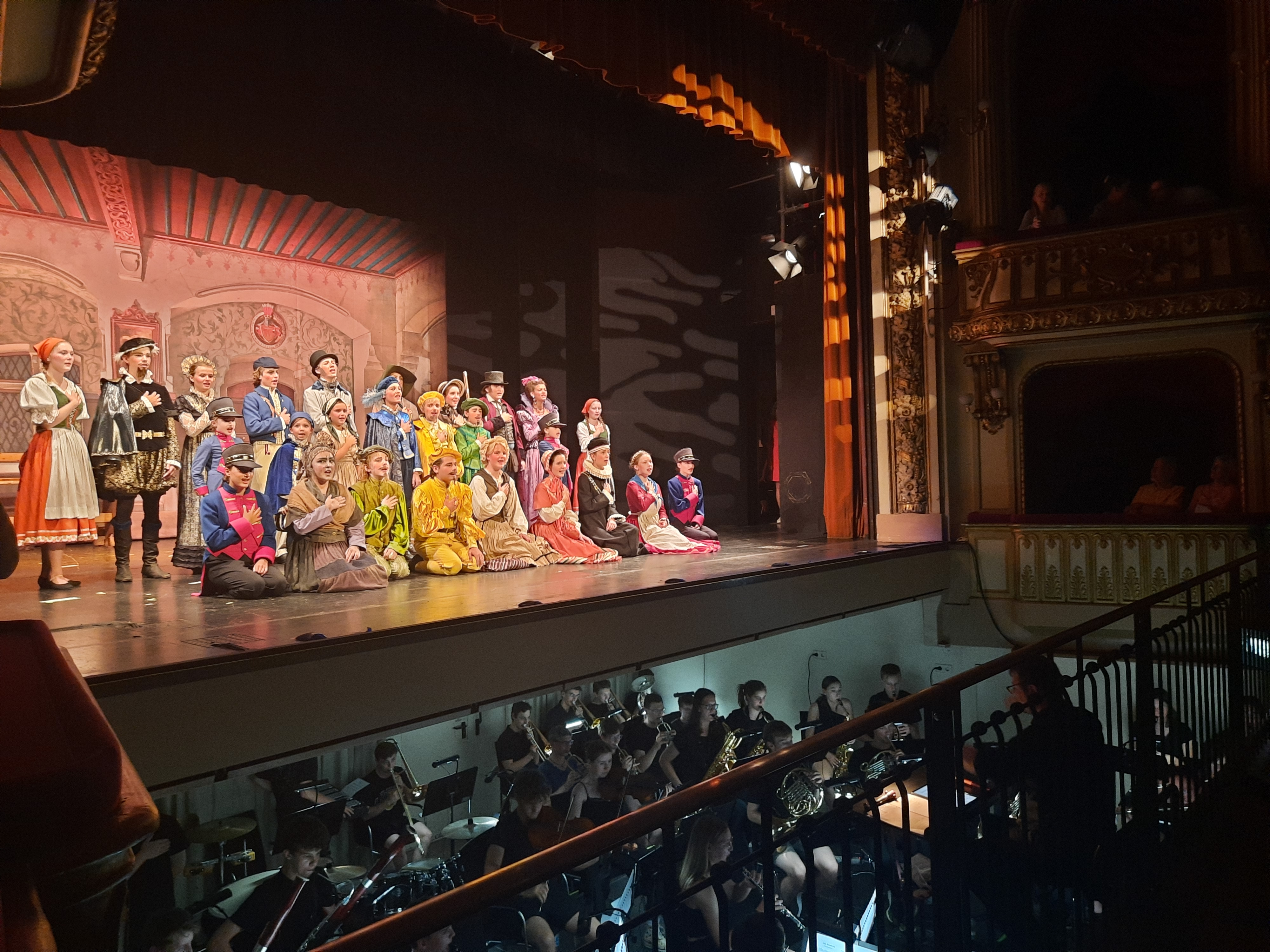
Ensemble des Rutentheaters 2022 („Das Wirtshaus im Spessart“) mit Orchester

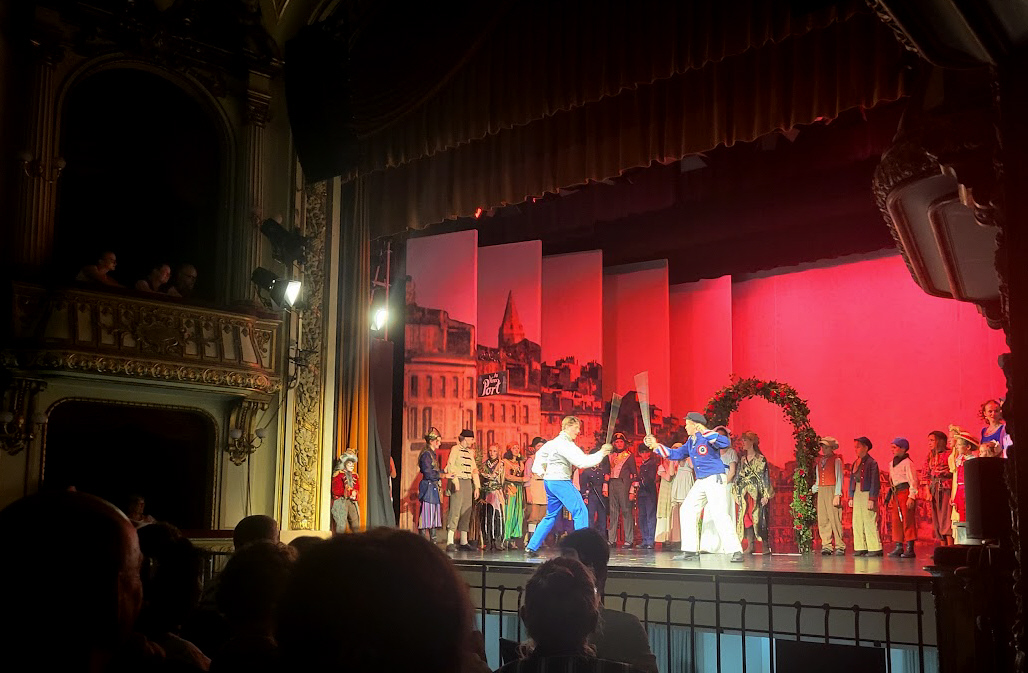
Szene des Rutentheaters 2025 („Der Graf von Monte-Christo“)

Das Rutentheater ist ein Bestandteil des Schüler- und Heimatfests Rutenfest im oberschwäbischen Ravensburg, das jedes Jahr im Sommer zum Ende des Schuljahres stattfindet. Die Vorstellungen des von Schülern dargebotenen Laienspiels finden im Konzerthaus Ravensburg statt.

## Geschichte
Theateraufführungen zum Rutenfest sind seit 1697 belegt. In diesem Jahr wurde „Ravensburger Komödianten“ vom Rat der Stadt in einer „Komödiantenordnung“ erlaubt, eine „Komödi“ zur Zeit des Rutenfests aufzuführen. Die Vorstellungen der konfessionellen bürgerlichen Komödiantengesellschaften im Alten Theater (mit etwa 300 Plätzen) konzentrierten sich allgemein um die Fastnachtszeit und die Rutenfestzeit. 1771 warb auch eine Gruppe katholischer Studenten um die Erlaubnis, am Rutenfest Theater spielen zu dürfen.
Das Rutentheater als feste Institution im Festverlauf, von Ravensburger Kindern und Jugendlichen gespielt, geht auf die 1820er Jahre zurück. 1821 wurden drei Kinderschauspiele abwechselnd mit einem „Deklamatorium“ (Vortrag von Gedichten) von Schulkindern gezeigt. 1823 wurde auf Anregung des Rektors der Lateinschule und der Realschule, Johannes Dehlinger, von Schulkindern und Mitgliedern der „Dramatischen Gesellschaft“ u. a. ein Stück „Das Vogelschießen“ gespielt, dessen Inhalt vermutlich den Anlass lieferte, im gleichen Jahr auch am Rutenfest ein solches Vogelschießen abzuhalten. Das jährlich stattfindende „Adlerschießen“ der Gymnasiasten zählt seitdem zu den Höhepunkten des Rutenfests. Seit damals fand fast jedes Jahr zum Rutenfest eine Theateraufführung von Jugendstücken oder Märchenbearbeitungen statt, später wurde die Aufführungszahl auf zwei und drei pro Jahr erhöht.
1863 berichtet Johann Philipp Glökler in seinem Buch über „Land und Leute Württembergs“ vom Rutentheater:

„Der Dienstag hat sein ganz besonderes Vergnügen. Schon um halb acht Uhr Morgens eilt Klein und Groß ins Schauspielhaus. Da spielen Lyceal-, Real- und Elementarschüler für Kinder berechnete Stücke. Es ist oft zum Verwundern, wie gut sie ihre Rollen geben. Die Pausen zwischen dem ersten und zweiten Schauspiel werden ausgefüllt durch Deklamationen theils ernsthafter, theils komischer Gedichte. Und Zuschauer und Zuhörer – das ziemlich geräumige Theater ist jedesmal schier zum Erdrücken voll – sind Aug und Ohr. Mag auch das Spiel so lange dauern, als es will, kein Mensch klagt über Zeitverlust.“

1868 berichtete ein anonymer Autor in der Unterhaltungsbeilage „Der Hausschatz“:

„Schon am Sonntag vor der Ruthenwoche wird in dem Stadttheater von den Schülern ein Schauspiel aufgeführt, bei welchem das Theater sich so mit Zuschauern füllt, wie es eigentliche Schauspieler gar gerne sehen. Das gleiche Schauspiel wird am zweiten Festtage (Dienstag) nach 10 Uhr Vormittags noch einmal gegeben und damit declamatorische Vorträge verbunden.“

Nach der Schließung des Alten Theaters 1881 fanden die Vorstellungen in der Kuppelnauturnhalle statt; ab 1898 im neu errichteten Konzerthaus.
1934 wurde im Rutentheater ein politisches Tendenzstück gespielt („Das Volk an der Grenze“ von Rudolf Fitzek), ab 1935 folgten jedoch wieder Märchenstoffe, so beim letzten Rutenfest vor dem Zweiten Weltkrieg 1939 „Peterchens Mondfahrt“. Beim ersten Nachkriegsfest 1947 wurde William Shakespeares Was ihr wollt gegeben.
Je eine Schule war nun für die Gestaltung des Theaters in einem Jahr zuständig; die Zuständigkeit wechselte reihum. In den 1960er Jahren befand sich das Rutentheater im Niedergang: 1966 war das über 500 Zuschauer fassende Konzerthaus zur Premiere mit gerade einmal 70 Besuchern besetzt. 1973 wurde daher die Organisationsstruktur bislang zum letzten Mal grundlegend geändert: alle Ravensburger Schüler wurden zur Teilnahme aufgerufen, konnten daher über mehrere Jahre Bühnenerfahrung gewinnen und wurden von nun an auch professionell angeleitet (anfangs von einem Dramaturgen des Landestheaters Tübingen). Das Rutentheater erholte sich schnell, so dass schon 1976 Besucherrekorde verzeichnet werden konnten, und 1980 waren alle zwölf Vorstellungen ausverkauft.

## Rutentheater heute

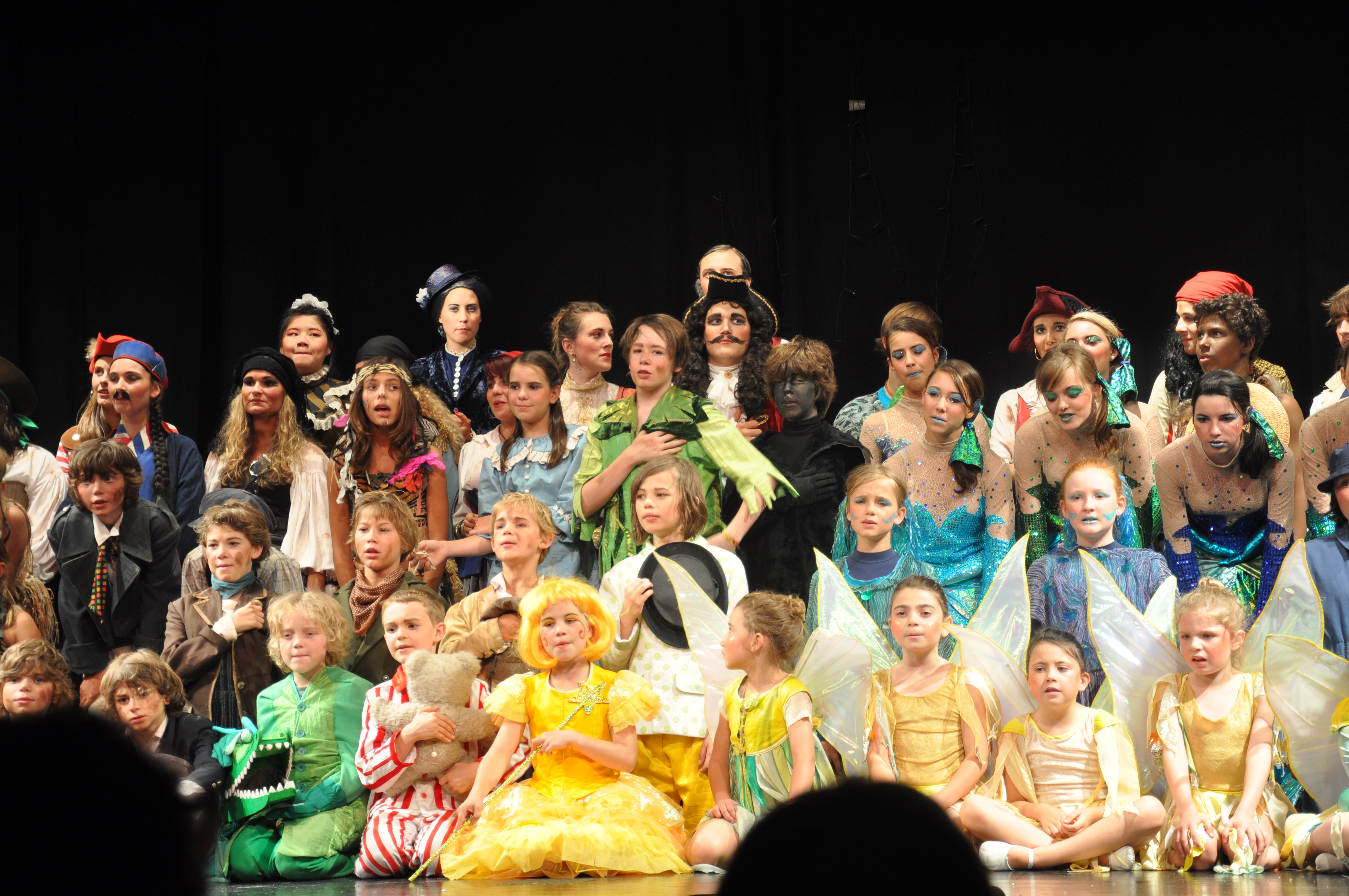
Ensemble des Rutentheaters 2011 („Peter Pan“)

Das Ensemble des Rutentheaters besteht aus etwa 100 Schülern und Schülerinnen der Ravensburger Schulen aller Schularten, die jedes Jahr im Januar in einem Casting ausgewählt werden. Die musikalische Begleitung übernimmt ein Orchester der Musikschule Ravensburg (etwa 70 Musiker und Musikerinnen), lokale Ballettschulen steuern Tanzeinlagen bei (etwa 70 Tänzer und Tänzerinnen). Hinter der Bühne sind weitere 30 Personen tätig. Für die Organisation ist die Rutenfestkommission Ravensburg verantwortlich.
Gespielt werden meist Märchen oder Stoffe aus der Kinder- und Jugendliteratur in eigens für das Rutentheater erstellter freier Bearbeitung. Kleine Anspielungen auf die lokale Politik und Seitenhiebe auf die Nachbarstadt Weingarten gehören dabei zur Tradition. Zum Schlussapplaus versammeln sich alle Mitwirkenden auf der Bühne und stimmen zusammen mit dem Publikum das Ravensburger Heimatlied „Mein Ravensburg im Schwabenland“ an.
2012 wurden von den Schülern in zwei Besetzungen 17 Aufführungen innerhalb von 9 Tagen dargeboten. Vormittagsvorstellungen werden von Schulklassen besucht, Nachmittags- bzw. Abendvorstellungen gehen in den freien Verkauf. Die Vorstellungen sind meist ausverkauft; zum Vorverkaufsbeginn bilden sich jedes Jahr lange Schlangen vor der Kartenverkaufsstelle. 2017 kamen neben 2500 Schülerkarten noch 6060 Eintrittskarten in den freien Verkauf, davon waren 3000 schon am ersten Tag verkauft. Die Zuschauerzahlen in diesem Jahr entsprachen damit etwa 17 % der Ravensburger Einwohnerzahl.
Die Mitwirkenden des Rutentheaters nehmen in ihren Theaterkostümen auch am Historischen Festzug durch die Ravensburger Altstadt am „Rutenmontag“ teil.

## Aufgeführte Stücke
(seit 1984)

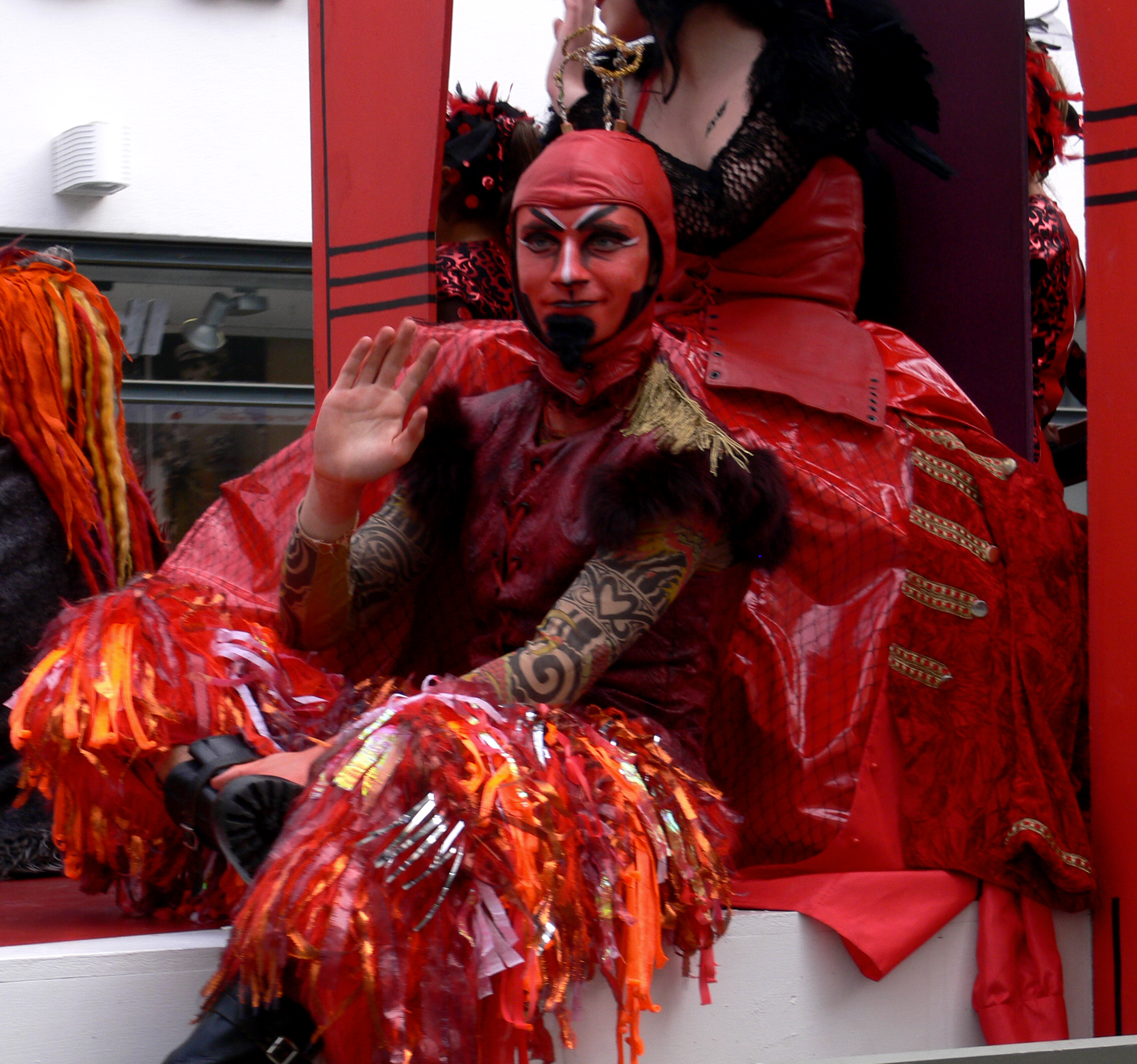
„Der Teufel mit den drei goldenen Haaren“ (2010) beim Rutenfestzug

- 1984 Der Teufel mit den drei goldenen Haaren
- 1985 Die goldene Gans
- 1986 Die Nacht der leuchtenden Pantoffeln
- 1987 König Drosselbart
- 1988 Der Gnomenprinz
- 1989 Die Prinzessin auf der Erbse
- 1990 Dornröschen
- 1991 Rumpelstilzchen
- 1992 Die gestohlene Prinzessin
- 1993 Aschenputtel
- 1994 Frau Holle
- 1995 Peterchens Mondfahrt
- 1996 Schneewittchen
- 1997 Der Zauberer von Oz
- 1998 Die kleine Hexe
- 1999 Ein Sommernachtstraum
- 2000 Das Dschungelbuch
- 2001 Sally und der Stein der Weisen
- 2002 In 80 Tagen um die Welt
- 2003 Die kleine Meerjungfrau
- 2004 Die Bremer Stadtmusikanten
- 2005 Robin Hood
- 2006 Prinzessin Turandot
- 2007 Tom Sawyer und Huckleberry Finn
- 2008 Ali Baba und die 41 Räuber
- 2009 Carmencita (frei nach der Oper Carmen)
- 2010 Der Teufel mit den drei goldenen Haaren
- 2011 Peter Pan
- 2012 Des Kaisers neue Kleider
- 2013 Die Bettlerprinzessin (von Bodo Klose)
- 2014 Tischlein deck dich
- 2015 Rattatouille
- 2016 Der Schatz im Schreckensee (Wild-West-Komödie von Ekkehard Zeim)
- 2017 Aschenputtel
- 2018 Zauber um Zinnober (nach E. T. A. Hoffmann von Ekkehard Zeim)
- 2019 Aladin und die Wunderlampe
- 2020/2021 wegen der COVID-19-Pandemie ausgefallen
- 2022 Das Wirtshaus im Spessart
- 2023 Dornröschen
- 2024 Schneewittchen
- 2025 Der Graf von Monte Christo